# 逆回転

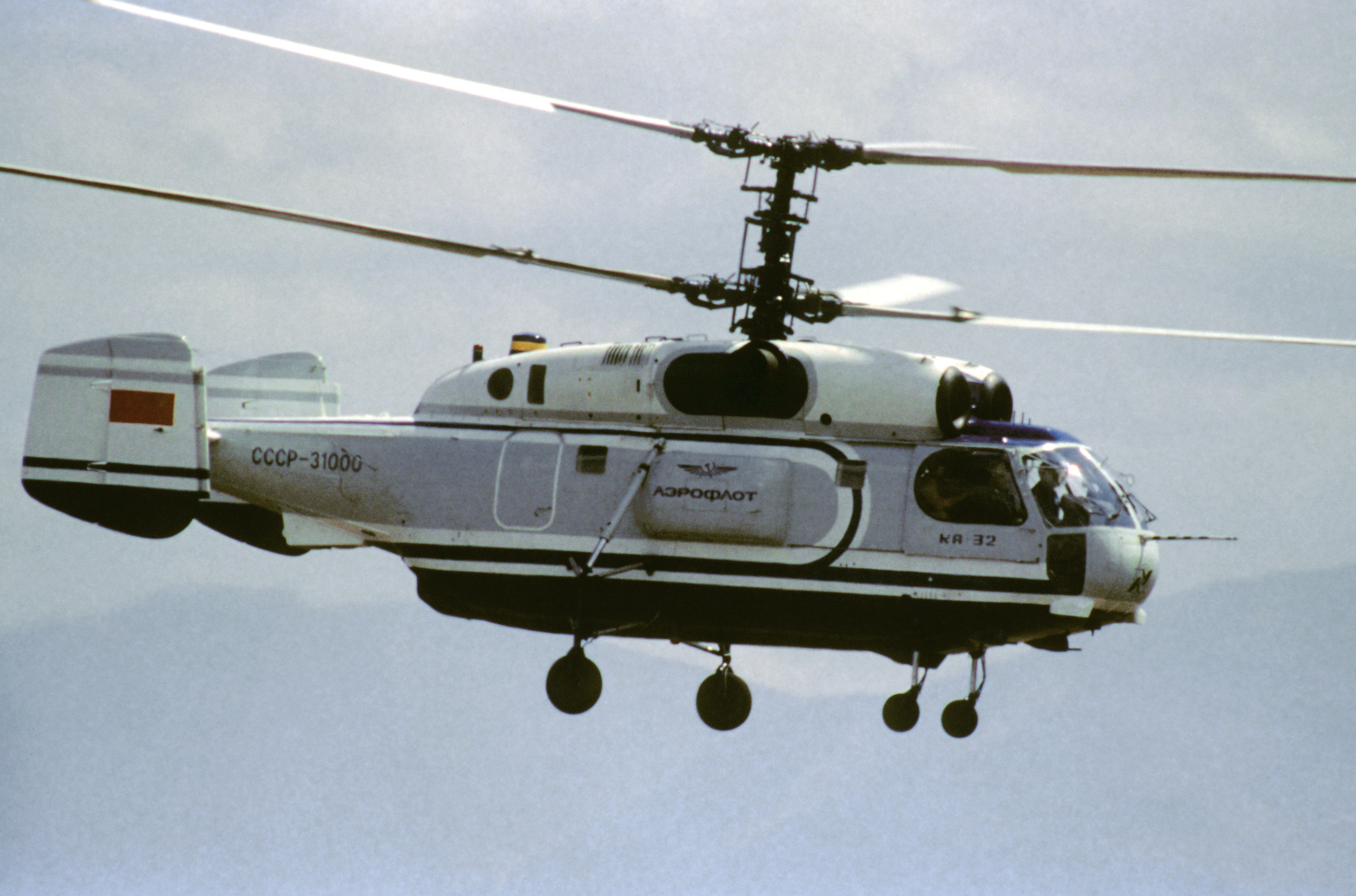
1989年に同軸逆回転ローターを備えたソビエトKa-32ヘリコプター

逆回転（ぎゃくかいてん、英語: Contra-rotating）は、同軸逆回転（どうじくぎゃくかいてん、英語: coaxial contra-rotating）とも呼ばれ、メカニズムの一部が共通の軸を中心に反対方向に回転し、通常はトルクの影響を最小限に抑える手法。例としては、一部の航空機のプロペラがあり、2つのプロペラを反対回転で駆動する単一のピストンまたはターボプロップエンジンの最大出力が得られる。逆回転プロペラは、一部の船舶用トランスミッションシステム、特に滑走船体を備えた大型スピードボートでも一般的である。2つのプロペラが前後に配置され、動力は遊星歯車トランスミッションを介してエンジンから伝達され、この構成は、二重反転ローターと呼ばれるヘリコプターの設計でも使用される。この場合、同様の問題とトルクの原理が適用される。
逆回転プロペラと2重反転プロペラと混同されるべきではない。別々のシャフト上の非同軸プロペラを表す用語。 1つは時計回りに回転し、もう1つは反時計回りに回転する。CH-47チヌークなどのタンデムローターヘリコプターも逆回転装置を使用している。
逆回転プロペラの効率は、その機械的な複雑さによっていくらか相殺される。それにもかかわらず、同軸二重反転プロペラとローターは、軍用機や魚雷などの海軍用途では一般的で、追加の保守コストが主な懸念ではない。

## 航空機の推進力と揚力

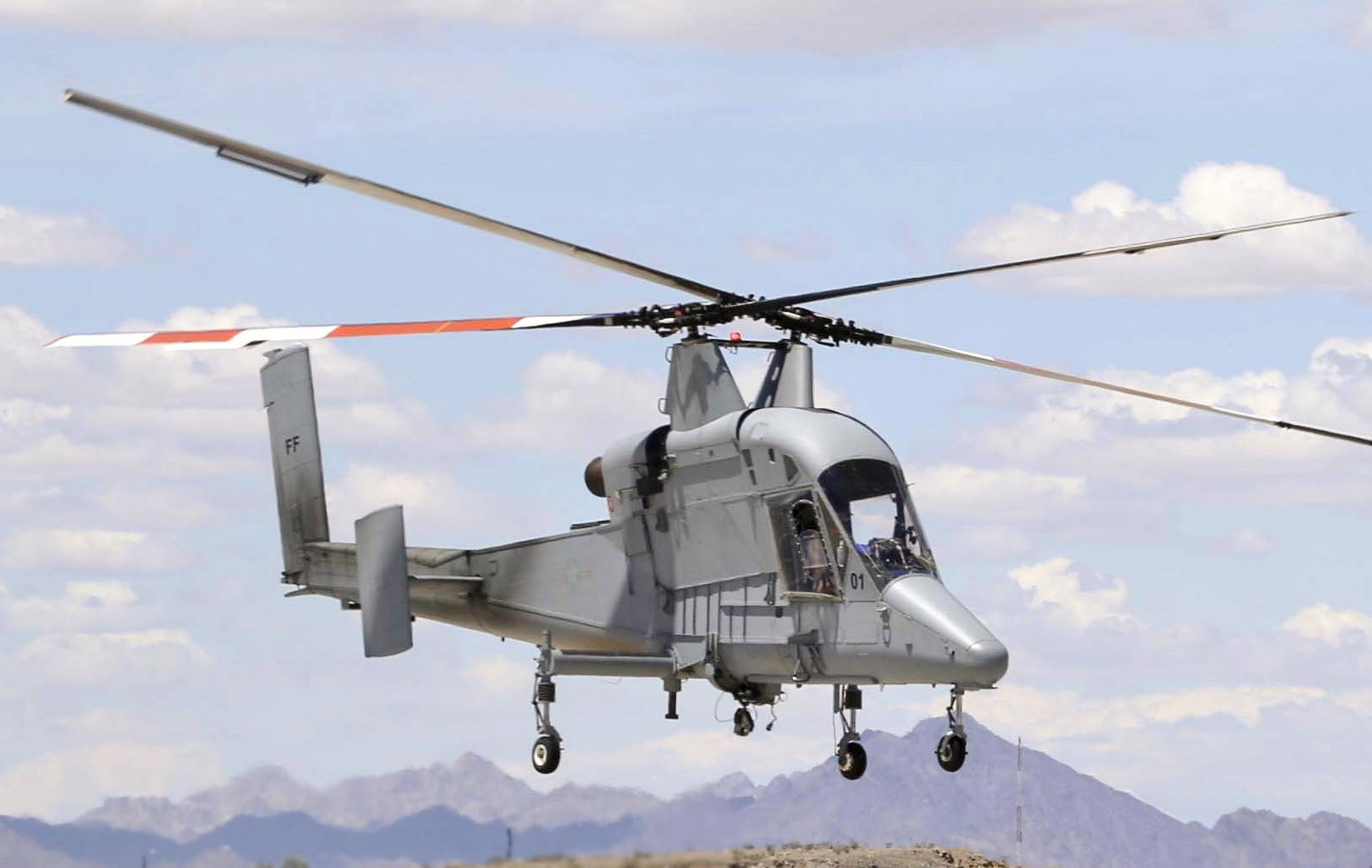
交差反転式ローターのカマン K-MAX

いくつかの国が航空機の二重反転プロペラを実験し、英国とソ連だけがそれらを大量に生産した。米国は、テールシッターのコンベヤーXFYやロッキードXFV 「ポゴ」 VTOL戦闘機など、いくつかのプロトタイプを使用しているが、ジェットエンジン技術は急速に進歩しており、設計は不要と見なされていた。
一部のヘリコプターは、上下に取り付けられた逆回転同軸反転ローターを使用し、H-43ハスキーヘリコプターは、反対方向に回転する非同軸反転ローターを使用している。
F-35ライトニングIIストライクファイターのF-35Bバリアントは、逆回転ブレードを備えたリフトファンを使用している。

## 海洋推進力

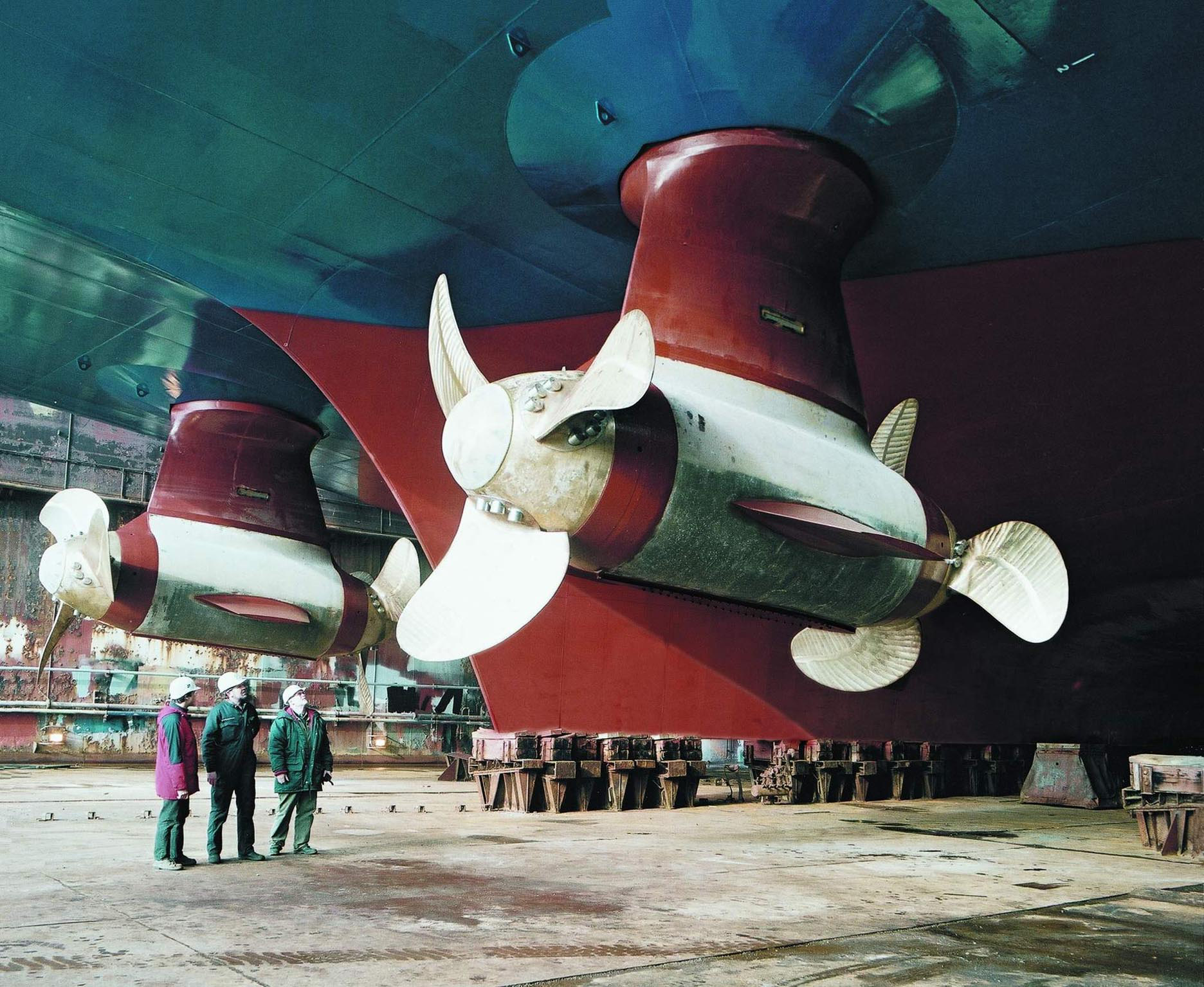
アジマススラスターの逆回転プロペラ

逆回転プロペラは、同じ理由でボートに推力を与えるときに利点がある。ABBは、CRPアジポッドの形で新日本海フェリーにアジマススラスターを提供し 、プロペラによる効率の向上（約10％の増加 ）によりシンプルな船体設計を主張した。ボルボ・ペンタは、IPS（船内パフォーマンスシステム） 発表し、モーターヨット用の統合ディーゼル、トランスミッション、およびプル逆回転プロペラである。
魚雷は通常、二重反転プロペラを使用し、限られた直径内で可能な最大速度を提供するとともに、魚雷をそれ自体の縦軸の周りで回転させる傾向があるトルクを打ち消す。